# Giarabub
Giarabub (in arabo الجغبوب‎?, al-Jaghbūb), è una città della Libia che si trova nella omonima oasi nel deserto libico orientale (Cirenaica). È collegata da una strada con Tobruk che dista circa 290 km a nord. È invero più vicina alla cittadina egiziana di Siwa, nell'oasi omonima, che alle altre città libiche.

## Geografia

### Geografia fisica

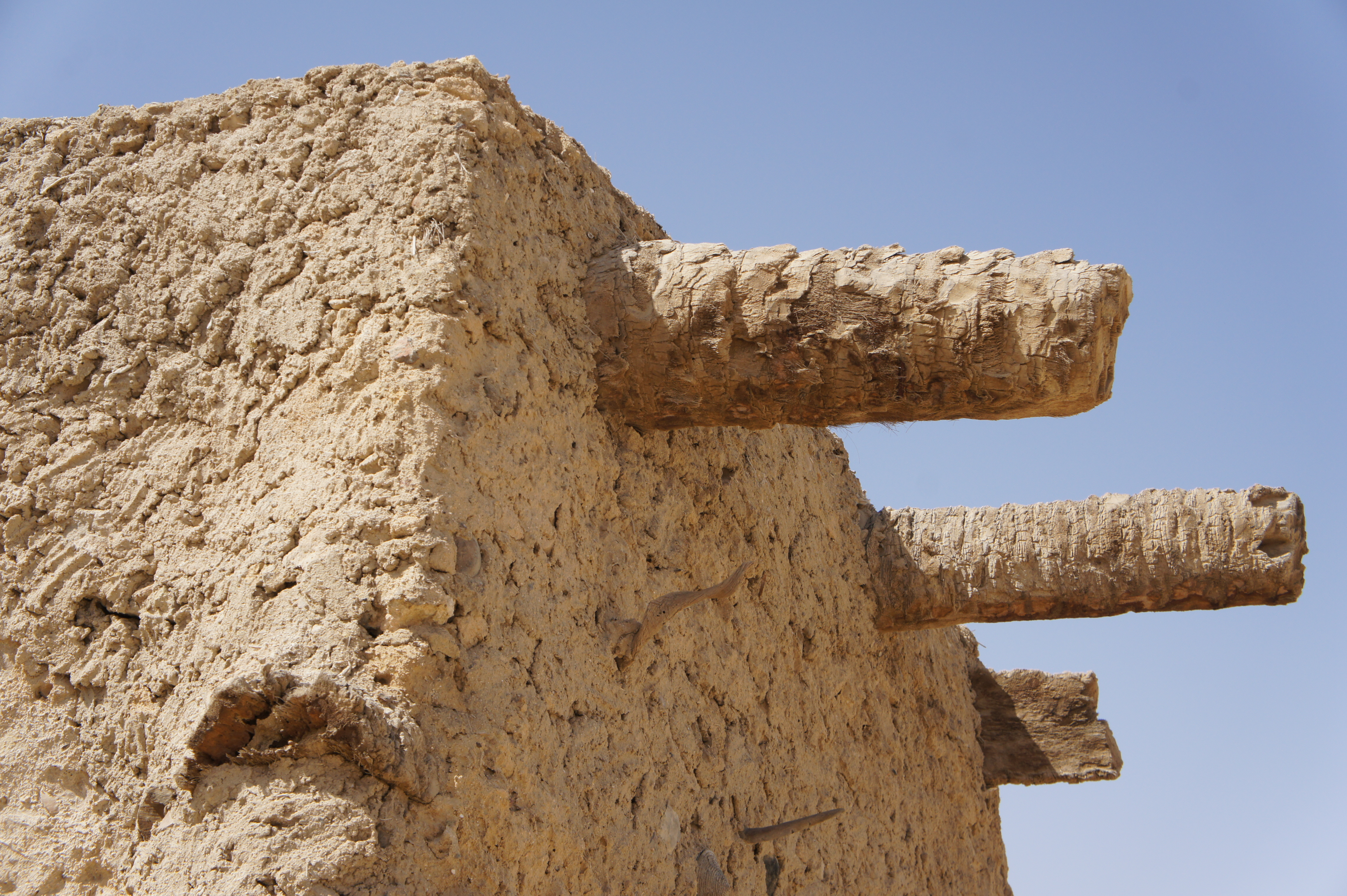
Tipiche abitazioni locali realizzate in pietra, fango e tronchi di palma da dattero.

L'oasi di Giarabub si trova in una profonda depressione geologica che si estende sotto il livello del mare e che copre in tutto un'area di 700 km² e raggiunge i -10 m anche se nei punti d'acqua giunge sino a -29 m. Ad est si trova l'oasi di Siwa con caratteristiche simili ed ancora più ad est si trova la depressione di Qattara.
Sotto l'aspetto geologico, il terreno è prevalentemente argilloso e salino con caratteristica tipica la sabkhah libica della Marmarica. A sud dell'abitato si trovano le prime catene di dune sabbiose di discreta altezza che segnano l'inizio dell'erg.
È dotata di riserve d'acqua fossile e sotterranea che la rendono completamente autonoma ed alimentano un'ampia distesa di palme da dattero. Queste vengono anche coltivate per il legname che viene impiegato anche per la costruzione delle abitazioni, perlopiù moderne (fatto raro in Libia), assieme alla pietra locale.

### Idrografia
La cavità irregolare nella quale è contenuta l'intera oasi (l'uadi di Giarabub) presenta tre bacini d'acqua sotterranea tra loro comunicanti che coprono complessivamente una superficie di 694 km². I laghi salati sono quello di Arrascia (940 ettari), quello di Fazza (330 ettari) e quello di Melfa (72 ettari), tutti popolati da pesci (prevalentemente Aphanius fasciatus) e da molluschi.

### Clima
| Mese                        | Gen  | Feb  | Mar  | Apr  | Mag  | Giu  | Lug  | Ago  | Set  | Ott  | Nov  | Dic  | Anno |
| --------------------------- | ---- | ---- | ---- | ---- | ---- | ---- | ---- | ---- | ---- | ---- | ---- | ---- | ---- |
| Temperatura max. media (°C) | 19,0 | 20,9 | 25,2 | 29,6 | 34,6 | 38,1 | 38,1 | 37,1 | 35,1 | 30,1 | 24,7 | 21,1 | 29,5 |
| Temperatura min. media (°C) | 5,1  | 6,2  | 9,0  | 12,8 | 16,7 | 19,7 | 20,4 | 20,7 | 18,8 | 15,5 | 10,6 | 6,5  | 13,5 |
| Piogge (mm)                 | 12   | 15   | 4    | 10   | 11   | 0    | 0    | 0    | 13   | 10   | 3    | 12   | 90   |
| Umidità relativa (%)        | 55   | 54   | 46   | 37   | 33   | 31   | 33   | 40   | 42   | 43   | 50   | 50   | 42,8 |
| Eliofania assoluta (ore)    | 6,9  | 8,4  | 8,6  | 8,5  | 9,9  | 11,0 | 11,9 | 11,7 | 10,1 | 9,2  | 8,5  | 7,0  | 9,3  |

## Storia

### Dall'antichità al dominio dei Senussi
Abitata già dai tempi antichi, a Giarabub sono state trovate numerose tombe scavate nella roccia locale, alcune delle quali hanno conservato sino ai nostri giorni delle mummie sepolte in maniera molto simile alle vicine egiziane, il che fa pensare che da quella cultura gli antichi abitanti dell'oasi siano stati influenzati. È probabile che all'epoca dei faraoni Giarabub fosse una dipendenza dell'oasi di Sīwah, nota per la presenza del noto tempio di Giove Ammone.
Dal 1856 si stabilì presso l'oasi di Giarabub Mohammed ibn ‛Alī as-Sanūsī, fondatore della ṭarīqa della Sanūssiyya che fondò in loco una ormai abbandonata scuola di studi islamici coranici (dove studiò tra gli altri Omar al-Mukhtar) ed un palazzo (oggi in rovina), dove si stabilì con la propria famiglia e con un largo stuolo di sacerdoti, schiavi ed abitanti. Qui nel 1890 nacque re Idris di Libia e qui si trovava la tomba di suo nonno Muhammad ibn Ali al-Sanusi (1787-1859) che qui morì. Nel 1895 Mohammed el-Mahdī, capo della ṭarīqa dei Senussi trasferì la propria residenza da Giarabub a Cufra e da quel momento l'oasi, che contava circa 3 000 abitanti, incominciò a perdere d'importanza.

### La colonizzazione italiana

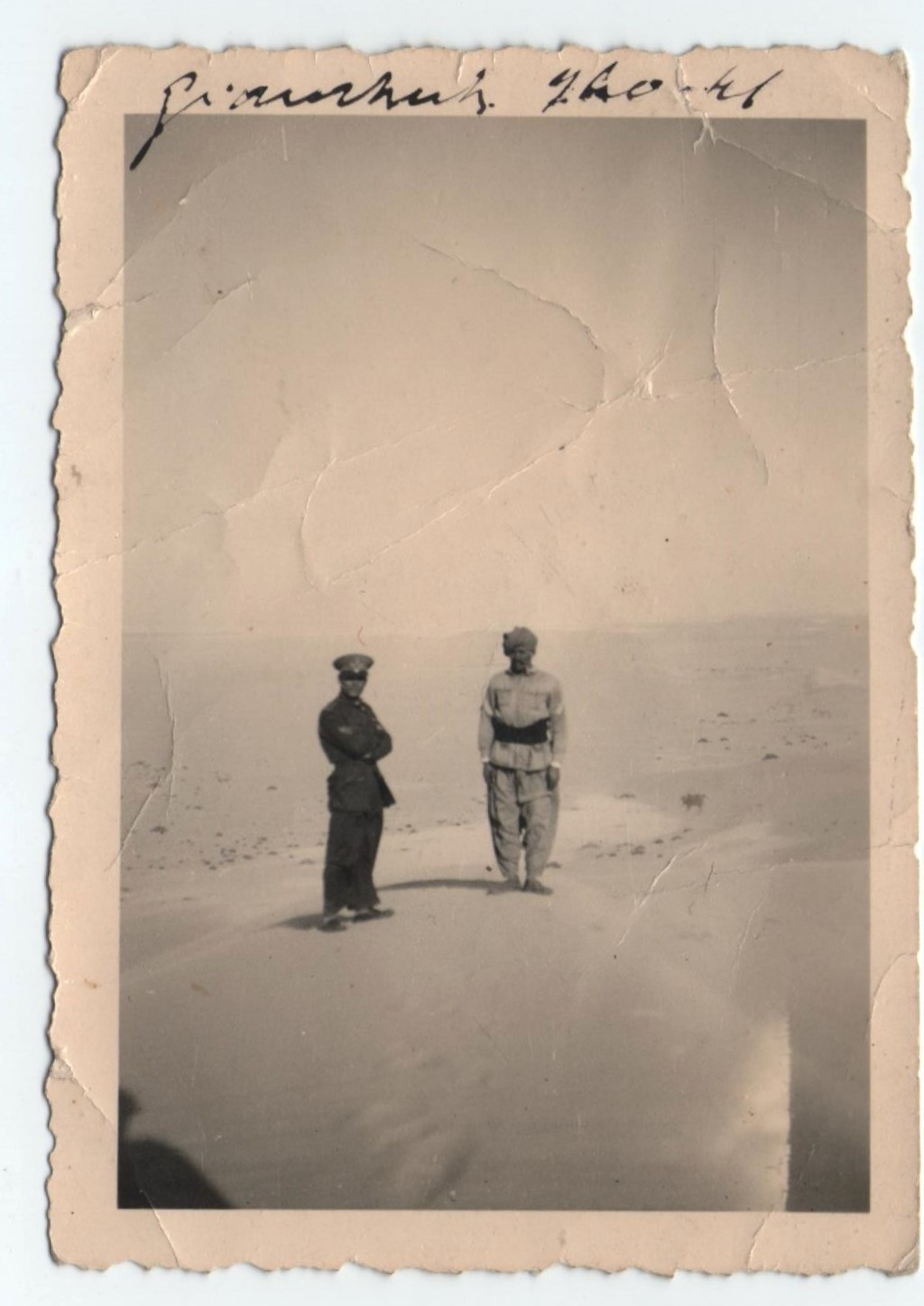
Foto, formato piccolo, recante la scritta Giarabub 940 - 41

Giarabub fu parte del Regno d'Egitto sino al dicembre del 1925, quando venne ceduta al Regno d'Italia come parte dell'accordo per fissare il confine egiziano-libico. Occupata nel 1926, in quello stesso anno giunse in loco una spedizione della Regia Società Geografica Italiana che pubblicò a tal proposito una pubblicazione monografica sull'oasi dal titolo Resultati scientifici della missione alla oasi di Giarabub 1926-1927.
Nel febbraio del 1931 il Governo Coloniale Italiano diretto da Rodolfo Graziani decise di costruire una barriera di filo spinato che si estendeva dal porto mediterraneo di Bardia ad al-Jaghbūb, per una lunghezza complessiva di 270 km. Presidiata da pattuglie armate e dalle forze aeree, la barriera mirava a tagliar fuori i guerriglieri cirenaici dalle loro basi logistiche e impedire alla dirigenza della Sanūssiyya di avere contatti con l'Egitto. La costruzione della barriera, commissionata alla Società Italiana Costruzioni e Lavori Pubblici di Roma per un costo complessivo di venti milioni di lire iniziò dal 15 aprile 1931 e fu completata il 5 settembre di quello stesso anno. Questo muro militare è formato da una doppia linea di recinzione metallica lunga 270 chilometri, larga quattro metri, alta tre, resa insuperabile da chilometri di matasse di filo spinato che si srotolano dalle regioni a ridosso del porto di Bardia, lungo le sterpaglie desolate della Marmarica, fino al Grande Mare di Sabbia del Deserto Libico. Parallelamente ci fu il trasferimento della maggioranza della popolazione del Gebel el-Achdar (la Montagna Verde) e fu decisivo per metter fine alla ribellione scoppiata di conseguenza. La barriera è ancora oggi visibile lungo la frontiera libico-egiziana da Tobruk a Giarabub/al-Jaghbūb, dove comincia il desolato Gran Mare sabbioso.
Nel corso della seconda guerra mondiale Giarabub/al-Jaghbūb fu teatro di una resistenza da parte del presidio formato da una guarnigione italiana al comando dal colonnello Salvatore Castagna. L'oasi fu sopraffatta da soverchianti forze britanniche il 21 marzo 1941, dopo nove mesi di combattimenti quasi ininterrotti.
Alcuni mesi dopo l'annientamento del presidio fu composta una canzone popolare dal titolo: "La sagra di Giarabub".
Nel 1942 in Italia fu prodotto un film dal titolo Giarabub, diretto dal regista Goffredo Alessandrini, sulla resistenza italiana nel fortino di Giarabub conquistato dalle truppe britanniche nel 1941. Del cast del film facevano parte: Doris Duranti, Mario Ferrari, Carlo Ninchi e Alberto Sordi. Parte di queste vicende vennero narrate anche nel film Il leone del deserto del 1981.

### Giarabub nell'epoca moderna
La città balzò nuovamente agli onori delle cronache nel luglio del 1977 quando venne interessata da una serie di bombardamenti aerei condotti dall'aviazione egiziana nella guerra contro la Libia.
Nel 1984, il governo libico di Muʿammar Gheddafi fece esplodere la tomba di Muhammad ibn Ali al-Sanusi, luogo che era considerato un luogo di pellegrinaggio sia per i monarchici locali che per l'opposizione islamica ortodossa del regime.

## Economia
L'economia locale, oltre che come meta di pellegrinaggio religioso e turistica, è particolarmente variegata per la presenza dell'acqua che condiziona buona parte del rendimento agricolo nell'area. Oltre alla coltivazione della palma da datteri, sono molto diffusi cereali come orzo e grano oltre a pomodori, legumi, patate, peperoni, zucche, meloni, lattuga e melograni.